# Il dottor Antonio (miniserie televisiva)
Il dottor Antonio è uno sceneggiato televisivo del 1954 diretto da Alberto Casella. Scritto dallo stesso Casella adattando il romanzo omonimo di Giovanni Ruffini, lo sceneggiato fu trasmesso sul Programma Nazionale della Rai in quattro puntate dal 16 novembre al 7 dicembre 1954, ogni martedì alle 21:00. Fu il primo sceneggiato trasmesso dalla televisione italiana, che stava a quell'epoca completando il suo primo anno di programmazione, e giunse sui teleschermi dopo un'ampia campagna pubblicitaria condotta dal Radiocorriere che, per l'occasione, indisse un concorso ("Nuovi volti per la TV") per cercare i protagonisti della nuova produzione, tra i quali Cristina Fanton (che tuttavia aveva già avuto alcune esperienze cinematografiche). Molto apprezzato soprattutto dal pubblico femminile, fornì lo stereotipo di molti dei futuri sceneggiati di successo.

## Trama
Durante un viaggio in Italia, la giovane aristocratica inglese Lucy Davenne si ammala mentre si trova sull'isola di Capri. Viene soccorsa e curata da Antonio, un medico locale colto e idealista, che si rivela anche un patriota esule, in opposizione al regime borbonico. Durante la convalescenza, tra Lucy e il dottor Antonio nasce un sentimento profondo, ma il loro amore si scontra con l'impegno politico e morale dell'uomo. Antonio, infatti, è devoto alla causa dell'indipendenza e dell'unità d'Italia, a cui decide di sacrificare la propria felicità personale.